# وتسوكيميتس ميزوتا
وتسوكيميتس ميزوتا (باليابانية: 水田 月満) (13 سبتمبر 1976 في ناغاساكي في اليابان – )؛ هو لاعب كرة قدم سابق كان يلعب كلاعب وسط.